# Galaxea cryptoramosa
Galaxea cryptoramosa is een rifkoralensoort uit de familie van de Euphylliidae. De wetenschappelijke naam van de soort is voor het eerst geldig gepubliceerd in 2002 door Fenner & Veron.